# Anna Livia
Anna Livia è un monumento in bronzo situato nel Croppies' Acre Memorial Park a Dublino, in Irlanda. Precedentemente si trovava in O'Connell Street fino al 2011.
Il progetto fu commissionato allo scultore irlandese Éamonn O'Doherty (1939-2011), che fu anche pittore, incisore, fotografo, da parte dell'imprenditore milionario Michael Smurfit per celebrare il Millennio di Dublino nel 1988. O'Doherty si ispirò al personaggio di Anna Livia Plurabelle che compare nel romanzo Finnegan's Wake di James Joyce, come fosse la personificazione del fiume Liffey (Abhainn na Life in irlandese) che scorre attraverso la città di Dublino.
La scultura originariamente era adagiata lungo O'Connell Street e un flusso d'acqua le scorreva addosso ininterrottamente ma in breve tempo fu ripetutamente vandalizzata da gente ubriaca, spesso rovesciando detersivo per piatti nella fontana, soprattutto nei fine settimana, tanto che abbondanti quantità di schiuma invadevano la strada. Nella fontana venivano gettate anche immondizia, mozziconi e altri rifiuti. Nel linguaggio popolare la statua assunse il nome di "Floozie in the Jacuzzi" (Sgualdrina nella Jacuzzi), "Hoor in the Sewer" (Ciao nella Fogna, dove "Hoor" in irlandese è una parola colloquiale, derivata dall'inglese "whore", ma che viene usata anche in senso di "ciao" o "evviva").
Del resto, in quegli anni i dublinesi avevano preso di mira anche altri monumenti come quello a Molly Malone, situato a poca distanza, la pescivendola della cui esistenza non si hanno prove certe ma che è stata celebrata da una nota canzone che appartiene alla cultura musicale popolare gaelica. Anche in quel caso, il soprannome che le venne affibbiato fu Tart with the Cart (la prostituta con il carretto).
Nel 2001, venne deciso di togliere la statua da quella strada e per un decennio rimase chiusa in qualche magazzino in attesa della sua destinazione finale che, nel 2011, fu individuata nel Croppies Acre Memorial Park. Per trasportarla fu fatta sfilare lungo il fiume all'ora di pranzo con una diretta radiofonica in modo che i cittadini potessero di nuovo vederla.